# فرودگاه شهری امپوریا
فرودگاه شهری امپوریا (به انگلیسی: Emporia Municipal Airport) یک فرودگاه همگانی بهره‌برداری هوایی با کد یاتا EMP است که یک باند فرود آسفالت دارد و طول باند آن ۱۵۲۴ متر است. این فرودگاه در شهر امپوریا، کانزاس کشور ایالات متحده آمریکا قرار دارد و در ارتفاع ۳۶۸ متری از سطح دریا واقع شده است.